# Cofre de Perote
El Cofre de Perote, originalment anomenat Naupa-Tecutépetl en llengua nàhuatl, també és conegut amb el nom de Nauhcampatépetl. Els dos noms en nàhuatl signifiquen més o menys 'Muntanya del Senyor dels Quatre Llocs'. Aquest volcà extingit es troba localitzat a l'estat mexicà de Veracruz, en el punt on el Cinturó Volcànic Trans-Mexicà, on es troben els pics més alts de Mèxic, s'uneix a la Sierra Madre Oriental. Amb els seus 4.201 metres és una de les deu muntanyes más altes del país.
La forma d'aquest volcà és força diferent de l'estrovolcà Pico de Orizaba, que jau més al sud, essent ample i amb forma d'escut. El terme cofre fa al·lusió a l'aflorament volcànic a l'estil d'un cap guerrer essent portejat al damunt d'un escut, que constitueix el pic de la muntanya.
Cap al nord del Cofre es troba la ciutat de Perote, de la que agafa el nom.
Cofre de Perote també és el nom del parc nacional on es troba el volcà.

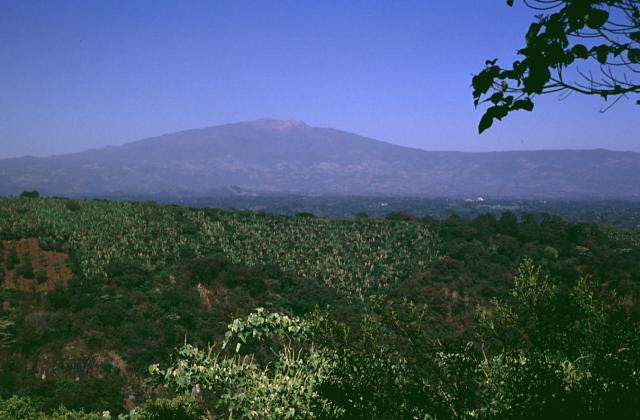
Cofre de Perote des del nord-oest